# Championnat d'Amérique du Sud masculin de volley-ball 1956
Le 2e championnat d'Amérique du Sud de volley-ball masculin s'est déroulé en 1956 à Montevideo ( Uruguay).

## Classement final
| Place              | Équipe   |
| ------------------ | -------- |
| Médaille d'or      | Brésil   |
| Médaille d'argent  | Uruguay  |
| Médaille de bronze | Paraguay |
| 4                  | Pérou    |
| 5                  | Chili    |